# Liste von Persönlichkeiten der Stadt Netzschkau
Die Liste von Persönlichkeiten der Stadt Netzschkau enthält Personen, die in der Geschichte der sächsischen Stadt Netzschkau im Vogtlandkreis eine nachhaltige Rolle gespielt haben. Es handelt sich dabei um Persönlichkeiten, die in Netzschkau und den heutigen Ortsteilen geboren oder gestorben oder hier gewirkt haben.
Für die Persönlichkeiten aus den nach Netzschkau eingemeindeten Ortschaften siehe auch die entsprechenden Ortsartikel.

## Söhne und Töchter der Stadt
- Hugo Gottfried Opitz (1846–1916), Jurist und konservativer Politiker, MdL (Königreich Sachsen)
- Hermann Petzold (1870–1927), Weber und Geschäftsführer von konsumgenossenschaftlichen Unternehmen, geboren in Lambzig
- Martin Groß (1901–1945), Politiker (NSDAP), geboren in Foschenroda
- Kurt Geipel (1902–1944), Aquarellmaler und Entwerfer
- Hugo Hartung (1902–1972), Schriftsteller und Hörspielautor
- Peter Beyer (1938–2024), Historiker und Archivar
- Waltraud Kaufmann (* 1942), Leichtathletin und Olympiateilnehmerin, geboren in Brockau
- Hanns-Ulrich Meisel (* 1943), deutscher Chemiker, Pastor und Politiker (Neues Forum, Bündnis 90/Die Grünen)
- Thomas Hailer (1945–2014), Schauspieler und Synchronsprecher

## Persönlichkeiten, die mit der Stadt in Verbindung stehen
- Carol Bose (1596–1657), kursächsischer Oberst und Amtshauptmann der Ämter Zwickau, Werdau und Stollberg, Rittergutsbesitzer in Netzschkau
- Balthasar Friedrich Blanckmeister (1694–1762), evangelischer Theologe in Netzschkau.
- Friedrich Wilhelm August Carl Graf von Bose (1753–1809), königlich-sächsischer Kabinettsminister, Wirklicher Geheimer Rat sowie Oberhofmarschall, Rittergutsbesitzer in Netzschkau
- Heinrich Graf von Schönburg (1794–1881), Rittergutsbesitzer in Netzschkau und Abgeordneter im Landtag des Königreichs Sachsen
- Paul Pohle (1869–1943), Pädagoge und Geograph, Autor des Heimat-Atlases für Reichenbach, Mylau, Netzschkau und Umgebung
- Siegfried Böhm (1928–1980), Politiker und SED-Funktionär, wuchs in Netzschkau auf und ging hier zur Schule
- Dietmar Schicke (* 1942), ehemaliger Politiker (LDPD/FDP), von 1967 bis 1985 arbeitete er als Lehrer und Fachberater in Netzschkau
- Petra Steps (* 1959), Herausgeberin, Autorin, Journalistin, Philosophin und Hochschulpädagogin, wohnt im Ortsteil Lambzig
- Klaus-Peter Neitzke (* 1967), Maschinenbauer und Professor für Automatisierungssysteme an der Hochschule Nordhausen, von 1984 bis 1987 erlernte er in der Kältetechnik Niedersachswerfen und der Netzschkauer Maschinenfabrik NEMA den Beruf des Maschinen- und Anlagenmonteurs
- Thomas Weiß, Silbermedaillengewinner Paralympics 1994[1]